# Блоги@Mail.ru
Блоги@Mail.Ru — бывшая блог-платформа для ведения интернет-дневников от компании Mail.Ru, была одной из самых популярных в России. Интегрирован с ключевыми проектами компании (Фото@Mail.Ru, Видео@Mail.Ru, Авто@Mail.Ru, Афиша@Mail.Ru, Леди@Mail.Ru, Mail.Ru Agent). Создать свой блог мог любой владелец почтового ящика от Mail.Ru без специальной регистрации.
Блоги@Mail.Ru предоставляли пользователю стандартные возможности для сервиса такого плана — отправку текстовых, фото- , видеосообщений, создавать и вступать в тематические сообщества, читать ленту сообщений и так далее. Есть возможность писать текстовые записи в формате микроблога.
Незадолго до закрытия Блоги@Mail.Ru занимали 3-е место по популярности среди блогов и 2-е, после Твиттера, среди микроблоггинговых сервисов (с 2 361 681 записями в сутки). Возможность публикации коротких записей в микроблог, до 160 символов, появилась на Блогах@Mail.Ru в 2009 году. По сравнению с другими блогосервисами (особенно ЖЖ), Блоги@Mail.Ru имели более молодую аудиторию.
Посещаемость (осень 2011 года) — 3,3 млн человек в месяц и ежедневно 0,2 млн посетителей.

## История
Сервис создан 26 ноября 2005 года. За первый год работы сервиса «Блоги@Mail.Ru» было создано почти 800 тыс. дневников, 20 тыс. сообществ, опубликовано 3,5 млн записей и 14,5 млн комментариев.
В 2006 году платформа по популярности обогнала LiveJournal. Число пользователей в августе 2006 года перешагнуло планку.
В 2007 году стало возможным писать записи при помощи SMS-сообщений. Также, пользователи теперь смогли проводить опросы. Блоги@Mail.Ru были признаны лучшим блог-сервисом рунета в рамках Московского Международного Фестиваля Рекламы «Red Apple» в 2007 году. Команда блогеров Mail.ru победила в турнире по боулингу, проходившем в 2007 году[значимость факта?].
В 2008 году появилась функция импорта дневников и возможность вызывать другого участника проекта на виртуальную дуэль. В ноябре 2008 года Блоги@Mail.Ru стали приложение Share Online для Nokia. Весной 2009 года доступ к сайту был заблокирован в Казахстане.
В феврале 2010 года сервис вновь обогнал LiveJournal (по числу регистраций) — 40 % против 36 % у ЖЖ. Осенью 2010 года появилась возможность отправлять сообщения голосом (через мобильный телефон).
С осени 2012 года проект заброшен руководством, наблюдаются многочисленные технические проблемы. Из официальных источников известно, что вскоре Блоги@Mail.Ru превратятся в архив. Нежелание создателей считаться с мнением блогеров вызвало волну недовольства. Сотни пользователей уже подписали петицию, требуя вернуть блогам их прежний вид.
С 23 декабря 2013 года остановлена возможность создавать новые посты и писать комментарии в Блоги@Mail.ru. С 3 марта 2014 года закрыт доступ ко всем страницам проекта Блоги@Mail.ru, причём установлено сообщение, что функция блогов передаётся другому проекту компании — Мой мир@Mail.Ru.